# 스위스 항공의 운항 노선
2001년 도산 전까지 스위스 항공은 다음과 같은 노선을 운항하였다.

## 운항 노선

### 아시아

#### 동아시아
- 대한민국
  - 서울 - 김포국제공항
- 중화인민공화국
  - 베이징 - 베이징 수도 국제공항
  - 상하이 - 상하이 홍차오 국제공항
- 홍콩
  - 홍콩
    - 홍콩 카이탁 국제공항 - (1998년 첵랍콕 신공항으로 이양)
    - 홍콩 첵랍콕 국제공항
- 일본
  - 도쿄
    - 하네다 국제공항 - (1978년 나리타 국제공항으로 이양)
    - 나리타 국제공항
- 중화민국
  - 타이베이 - 장개석 국제공항

#### 동남아시아
- 말레이시아
  - 쿠알라룸푸르 - 쿠알라룸푸르 국제공항
- 베트남
  - 호치민 시 - 떤선녓 국제공항
- 싱가포르
  - 싱가포르 - 싱가포르 창이 국제공항
- 태국
  - 방콕 - 돈므앙 국제공항
- 필리핀
  - 마닐라 - 니노이 아키노 국제공항

#### 남아시아
- 인도
  - 델리 - 인디라 간디 국제공항
  - 뭄바이 - 차트라파티 시바지 국제공항

#### 서남아시아
- 사우디아라비아
  - 제다 - 킹 압둘아지즈 국제공항
- 아랍에미리트
  - 아부다비 - 아부다비 국제공항
  - 두바이 - 두바이 국제공항
- 오만
  - 무스카트 - 무스카트 국제공항
- 이란
  - 테헤란 - 테헤란 메흐라바드 국제공항
- 이스라엘
  - 텔아비브 - 벤구리온 국제공항
- 파키스탄
  - 카라치 - 진나 국제공항

### 아프리카

#### 남아프리카
- 남아프리카 공화국
  - 케이프타운 - 케이프타운 국제공항
  - 요하네스버그 - OR 탐보 국제공항
- 짐바브웨
  - 하라레 - 하라레 국제공항

#### 동아프리카
- 수단
  - 하르툼 - 하르툼 국제공항
- 에티오피아
  - 아디스아바바 - 볼레 국제공항
- 케냐
  - 나이로비 - 조모 케냐타 국제공항
- 탄자니아
  - 다르에르살람 - 줄리어스 니에레레 국제공항

#### 북아프리카
- 리비아
  - 트리폴리 - 트리폴리 국제공항
- 모로코
  - 카사블랑카 - 모하메드 V 국제공항
- 알제리
  - 알제 - 우아리 부메디엔 국제공항
- 이집트
  - 카이로 - 카이로 국제공항
- 튀니지
  - 튀니스 - 튀니스 카르타고 국제공항

#### 서아프리카
- 가나
  - 아크라 - 코토카 국제공항
- 가봉
  - 리브르빌 - 리브르빌 국제공항
- 감비아
  - 반줄 - 반줄 국제공항
- 나이지리아
  - 라고스 - 무르탈라 모하메드 국제공항
- 레바논
  - 몬로비아 - 로버츠 국제공항
- 말리
  - 바마코 - 바마코 세너우 국제공항
- 세네갈
  - 다카르 - 레오폴 세다르 상고르 국제공항
- 적도 기니
  - 말라보 - 말라보 국제공항
- 카메룬
  - 야운데 - 야운데 국제공항
  - 두울라 - 두울라 국제공항
- 코트디부아르
  - 아비장 - 포르부에 국제공항

### 유럽

#### 서유럽
- 영국
  - 런던
    - 런던 히드로 국제공항
    - 런던 개트윅 국제공항
    - 런던 시티 공항

  - 맨체스터 - 맨체스터 공항
- 프랑스
  - 파리 - 파리 샤를 드 골 국제공항
  - 리옹 - 생텍쥐페리 국제공항
  - 보르도 - 보르도 메리냑 공항
  - 스트라스부르 - 스트라스부르 공항
  - 툴루즈 - 툴루즈 블라냑 공항
- 독일
  - 베를린 - 베를린 테겔 국제공항
  - 뉘른베르크 - 뉘른베르크 공항
  - 뒤셀도르프 - 뒤셀도르프 국제공항
  - 뮌헨 - 뮌헨 국제공항
  - 슈투트가르트 - 슈투트가르트 공항
  - 프랑크푸르트 - 프랑크푸르트 국제공항
  - [[하노버]
- 네덜란드
  - 암스테르담 - 암스테르담 스키폴 국제공항
- 벨기에
  - 브뤼셀 - 브뤼셀 국제공항

#### 중유럽
- 스위스
  - 베른 - 베른 공항
  - 바젤 - 유로 에어포트
  - 제네바 - 제네바 국제공항 허브
  - 취리히 - 취리히 국제공항 허브
- 오스트리아
  - 빈 - 빈 국제공항

#### 남유럽
- 그리스
  - 아테네
    - 아테네 국제공항
    - 엘리니콘 국제공항 - (2001년 아테네 신공항으로 이양)

  - 테살로니키 - 테살로니키 국제공항
- 세르비아
  - 베오그라드 - 베오그라드 니콜라 테슬라 국제공항
- 스페인
  - 마드리드 - 마드리드 바하라스 국제공항
  - 바르셀로나 - 바르셀로나 엘프라트 국제공항
  - 알리칸테 - 알리칸테 엘체 공항
- 이탈리아
  - 로마 - 레오나르도 다 빈치 국제공항
  - 밀라노 - 밀라노 말펜사 국제공항
  - 베니스 - 베니스 마르코 폴로 국제공항
- 키프로스
  - 라르나카 - 라르나카 국제공항
- 튀르키예
  - 이스탄불 - 아타튀르크 국제공항
- 포르투갈
  - 리스본 - 리스본 포르텔라 국제공항
  - 포르투 - 프란시스쿠 데 사 카르네이루 공항

#### 동유럽
- 러시아
  - 모스크바 - 셰레메티예보 국제공항
  - 상트페테르부르크 - 풀코보 국제공항
- 우크라이나
  - 키예프 - 보리스필 국제공항
- 체코
  - 프라하 - 프라하 바츨라프 하벨 국제공항
- 폴란드
  - 바르샤바 - 바르샤바 프레드릭 쇼팽 국제공항
  - 크라쿠프 - 요한 바오로 2세 크라쿠프 발리체 국제공항
- 헝가리
  - 부다페스트 - 부다페스트 페리 헤지 국제공항

#### 북유럽
- 노르웨이
  - 오슬로
    - 오슬로 가르데르모엔 국제공항
    - 오슬로 포르네부 국제공항 - (1998년 가르데르모엔 신공항으로 이양)
- 스웨덴
  - 스톡홀름 - 스톡홀름 알란다 국제공항

### 아메리카

#### 북아메리카
- 미국
  - 워싱턴 D.C - 워싱턴 덜레스 국제공항
  - 뉴욕 - 존 F. 케네디 국제공항
  - 뉴어크 - 뉴어크 리버티 국제공항
  - 로스앤젤레스 - 로스앤젤레스 국제공항
  - 마이애미 - 마이애미 국제공항
  - 보스턴 - 보스턴 로건 국제공항
  - 시애틀 - 시애틀 타코마 국제공항
  - 시카고 - 시카고 오헤어 국제공항
- 캐나다
  - 몬트리올 - 몬트리올 피에르 엘리오트 트뤼도 국제공항
  - 밴쿠버 - 밴쿠버 국제공항
  - 토론토 - 토론토 피어슨 국제공항

#### 남아메리카
- 베네수엘라
  - 카라카스 - 시몬 볼리바르 국제공항
- 브라질
  - 리우데자네이루 - 리우데자네이루 갈레앙 국제공항
  - 상파울루 - 상파울루 구아룰류스 국제공항
- 아르헨티나
  - 부에노스아이레스 - 미니스토로 피스타리니 국제공항
- 칠레
  - 산티아고 - 코모도로 아르투로 메리노 베니테스 국제공항